# 22597 Лінцілінський
22597 Лінцілінський (22597 Lynzielinski) — астероїд головного поясу, відкритий 23 квітня 1998 року.
Тіссеранів параметр щодо Юпітера — 3,557.